# Richard Osborne (rugby)
Pour les articles homonymes, voir Osborne.
Richard Osborne (Middleham, 1848 - Rochdale, 1926) est un joueur de rugby anglais. Il est l'un des premiers joueurs internationaux anglais de rugby, ayant participé comme three-quarters (trois-quarts) au tout premier match international de l'histoire opposant l'Angleterre à l'Écosse le 27 mars 1871.

## Biographie
Richard Osborne naît le 20 mai 1848 à Middleham, dans le Yorkshire du Nord.

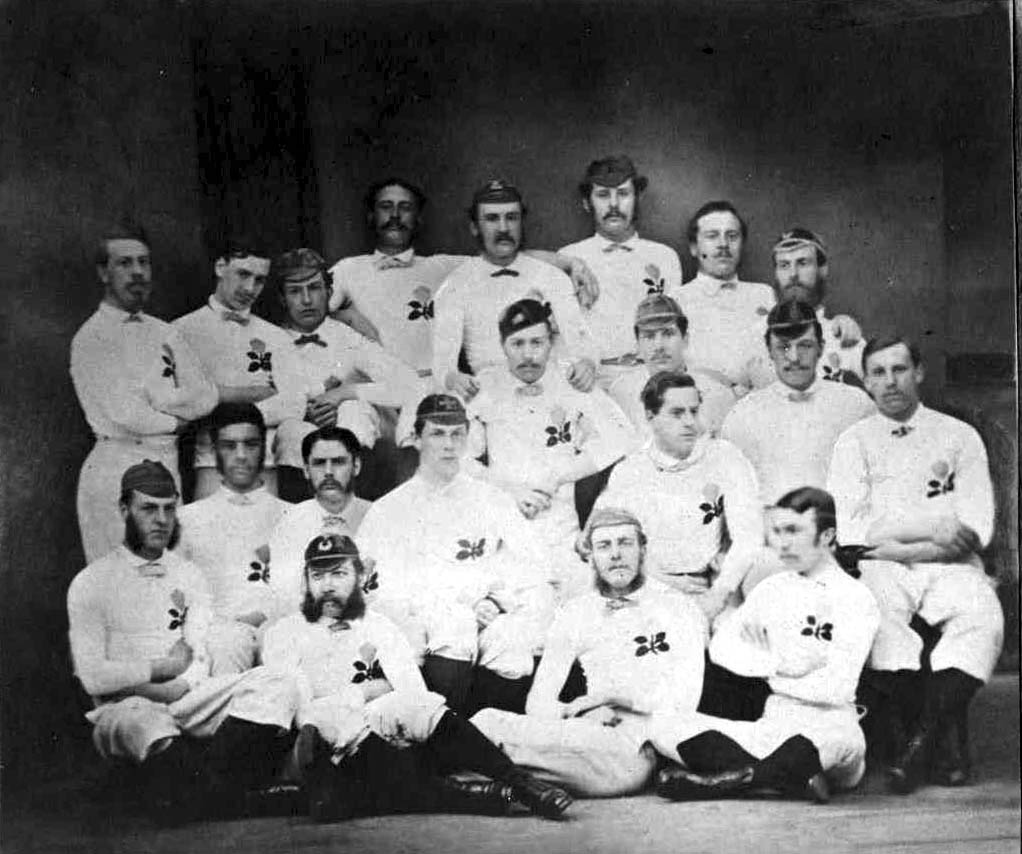
L'équipe d'Angleterre ayant disputé le premier match international de rugby de l'histoire, en 1871.

Il évolue au poste de full-back (arrière) au sein du Manchester Football Club.
Accompagné de ses coéquipiers de club Arthur Gibson, Henry John Cecil Turner et William MacLaren, Osborne est sélectionné pour représenter l'Angleterre lors du tout premier match international de rugby de l'histoire, contre l'Écosse, ayant lieu le 27 mars 1871 à Édimbourg. Osborne se fait remarquer pour sa carrure et sa grosse charge sur l'Écossais sur James Finlay qui file à l'essai en deuxième mi-temps ; l'impact est tel qu'aussi bien le public que les joueurs retiennent leur souffle un instant,. L'Écosse l'emporte 1 à 0 en inscrivant 2 essais et 1 transformation contre 1 essai non transformé pour l'Angleterre (seules les transformations rapportaient des points à l'époque),.
Comme douze autre joueurs, c'est le seul match international qu'il joue de sa carrière,.
Osborne devient le premier capitaine du club des Rochdale Hornets, créé en août 1871. Les Rochdale Hornets seront plus tard l'un des membres fondateurs de la Northern Union, qui deviendra la Rugby Football League, l'instance gérant le rugby à XIII au Royaume-Uni.
Richard Osborne meurt à Rochdale le 4 novembre 1926, à l'âge de 78 ans.